# Кілако
Кілако (ісп. Quilaco) — селище в Чилі. Адміністративний центр однойменної комуни. Населення — 1612 осіб (2002). Селище і комуна входить до складу провінції Біобіо та регіону Біобіо.
Територія комуни — 1123,7 км. Чисельність населення — 3831 мешканець (2007). Щільність населення — 3,41 чол./км².

## Розташування
Селище розташоване за 133 км на південний схід від адміністративного центру області — міста Консепсьйон та за 39 км на північ від адміністративного центру провінції міста Лос-Анхелес.
Комуна межує:
- на півночі — з комуною Санта-Барбара
- на сході — з комуною Альто-Біобіо
- на півдні — з комунами Лонкімай, Куракаутин
- на заході — з комуною Мульчен

## Демографія
Згідно з даними, зібраними в ході перепису Національним інститутом статистики, населення комуни становить 3831 особа, з яких 1983 чоловіки та 1848 жінок.
Населення комуни становить 0,19 % від загальної чисельності населення регіону Біобіо. 55,52 % належить до сільського населення та 44,48 % — міське населення.